# Château de Toucy
Ce château se trouve à Toucy, dans le département de l'Yonne en région Bourgogne-Franche-Comté (France).

## Historique

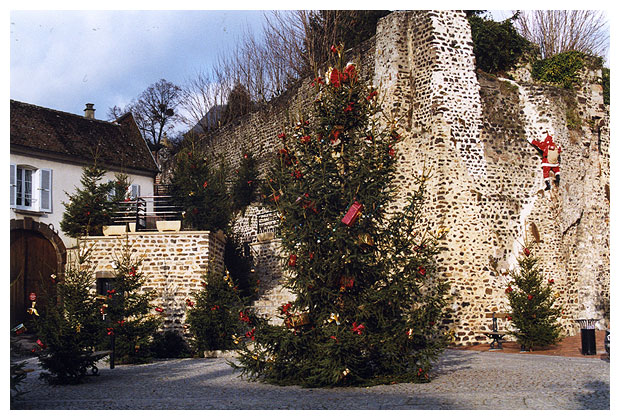
Remparts de Toucy.

### Haut Moyen Âge
Au Ve siècle, la terre de Toucy appartient à une riche famille gallo-romaine d'Appoigny dont le fils est le célèbre évêque d'Auxerre saint Germain, qui lègue cette terre à son église cathédrale Saint-Étienne[réf. souhaitée]. Selon Duranton, au VIe siècle le village de Toucy est une dépendance de la paroisse de Pourrain
 ; il n'est pas encore une paroisse en 578, au temps du règlement de saint Aunaire évêque d'Auxerre.

### Moyen Âge central
La baronnie de Toucy est créée au début du XIe siècle par Hugues comte de Chalon et  évêque d'Auxerre, qui inféode une partie des terres qu'il contrôle, la donnant en fief à Ithier de Narbonne. La baronnie correspond à cette époque à la Puisaye, c'est-à-dire le territoire au sud de l'Ouanne et au nord du Loing.
Les seigneurs de Toucy ont, avec les comtes d'Auxerre et les seigneurs de Bléneau et Neuvy, très tôt accordé « de très beaux droits » au prieuré de Saint-Sauveur qui en a joui jusqu'à la révolution.

#### 980: premier château (Héribert)
L'évêque Héribert élève en 980 un donjon sur la motte d'éperon de Toucy, en rive droite de l'Ouanne dont la vallée se resserre à cet endroit, à flanc de coteau (fait en partie de gaize et en partie de craie. Dans le même temps il fait édifier le château de Saint-Fargeau. Il a deux buts : s'adonner à la chasse plus aisément et défendre le voisinage - mais les châteaux serviront trop souvent de siège pour des révoltes contre les évêques et pour des pillages de leurs biens et de ceux des environs.
Le suzerain en est donc l'évêque d'Auxerre. À la châtellenie initiale s'ajoute la résidence des puissants seigneurs de Toucy, baronnie issue de la Maison de Narbonne.
Dès cette époque la baronnie inclut Saint-Fargeau et la seigneurie de Puisaye, qui en sont de simples dépendances.

#### 1060: destruction
En 1060, au cours d'une guerre entre le comte d'Auxerre Guillaume III de Nevers et le duc de Bourgogne Robert le Vieux allié au comte Thibault de Champagne, la ville est entièrement détruite.

#### 1100: deuxième château
Vers 1100, l'évêque d'Auxerre Humbaud (1087-1114) reconstruit le château, plus vaste, avec une chapelle seigneuriale qui sert aussi d'église paroissiale. Toujours existante, adossée à l'actuelle église, elle est appelée la « chapelle des Seigneurs » ou « chapelle du Saint-Sacrement ».

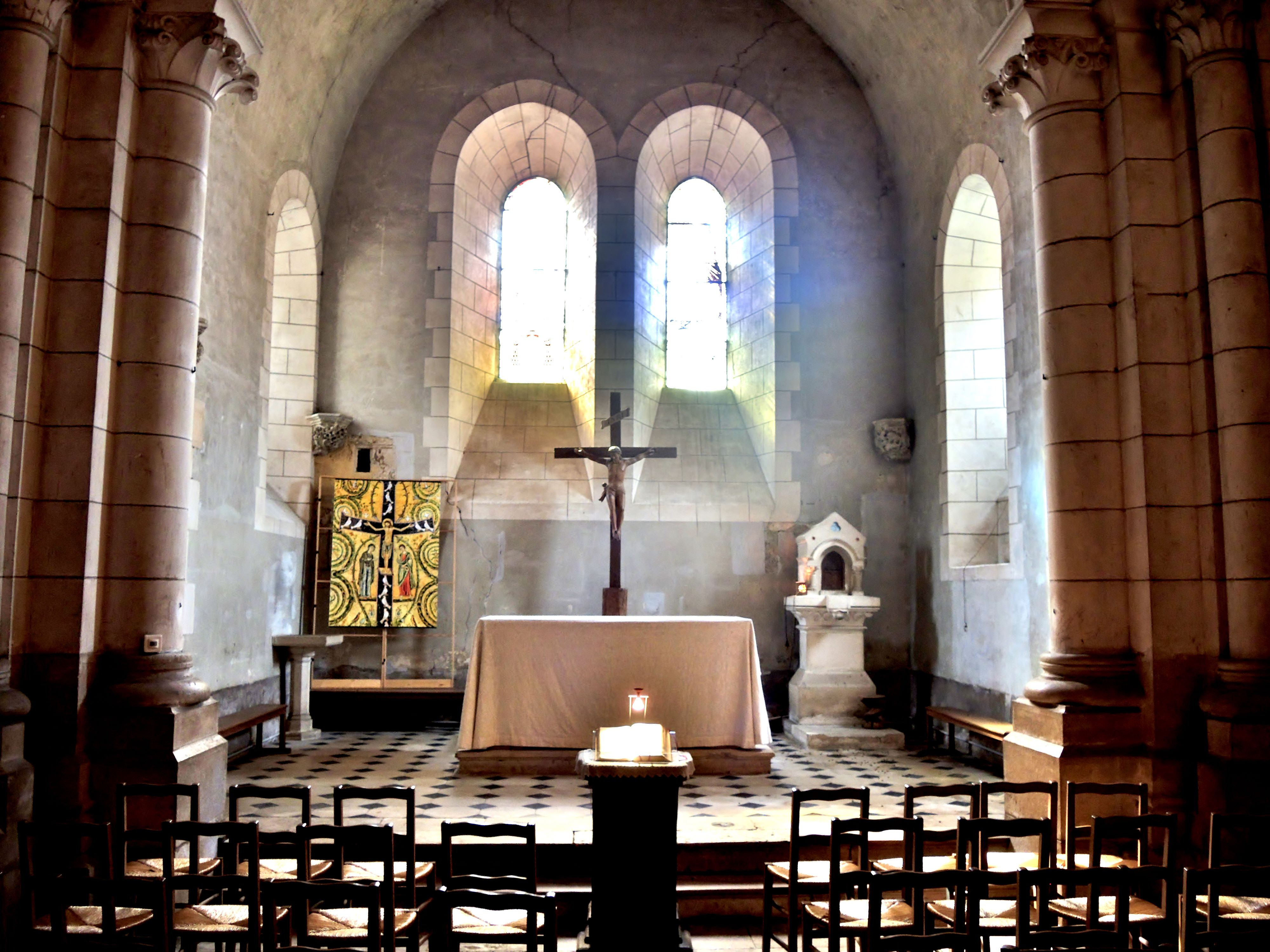
Chapelle des seigneurs, maintenant intégrée à l'église.

### Moyen Âge tardif

#### 1170: troisième château
Vers 1170, le baron Narjot II et son cousin Guillaume de Toucy, évêque d'Auxerre, jettent bas le château de Humbaud afin d'en élever un autre en pierre selon une architecture militaire. À la même époque sont entreprises les fortifications qui, au début du XIIIe siècle, entourent complètement la ville. À l'intérieur de cette enceinte Guillaume de Toucy se fait construire une maison épiscopale, « le Petit Châtel », ainsi qu'une chapelle qui devient à terme la collégiale Notre-Dame, vendue comme bien national et démolie en 1793,.
En 1212 Hervé de Donzy achète tous les droits de Jean seigneur de Toucy sur Clamecy, Toucy, Oisy et Billy.
Les Ithier et les Narjot se maintiennent avec éclat dans la seigneurie pendant plus d'un siècle. Au XIIIe siècle, le mariage de Jeanne de Toucy avec Thiébaut de Bar en 1255 porte la baronnie de Toucy aux comtes de Bar, qui la conservent jusqu'au XVe siècle.

#### Guerre de Cent Ans: destruction
Au cours du Moyen Âge, de par sa position géographique, Toucy est longtemps disputée entre royaume de France et duché de Bourgogne. Au cours de la guerre de Cent Ans, la ville prend le parti du roi de France contre les anglo-bourguignons. En 1420, Toucy se défend avec acharnement contre une attaque du maréchal de l'Isle-Adam envoyé par le duc de Bourgogne Philippe le Bon (1419-1467). C'est peut-être la raison pour laquelle, malgré seulement quelques jours de résistance et une reddition en bonne forme, elle est complètement brûlée en août 1423 lorsqu'elle se rend à un détachement anglais venu du champ de bataille de Cravant (écrasante victoire anglo-bourguignonne du 31 juillet précédent). Cet incendie est si fort qu'il ne reste que les remparts pour marquer l'endroit de la ville. Une tour qui restait de l'ancien château porte une inscription donnant quelques indications sur son ancienneté, suivis des mots suivants :

« Peu ou rien ne fut sauvé d'ici

Hors les remparts, seule marque de ville

Qui retint le nom de Toucy. »

Challe cite un terrier de 1683 d'après lequel à la suite de ce désastre les survivants désertent les lieux, qui restent inoccupés pendant de longues années.
Marchant sur Orléans, Jeanne d'Arc y passe en février 1429 alors qu'elle se rend d'Auxerre à Gien.

### Temps modernes

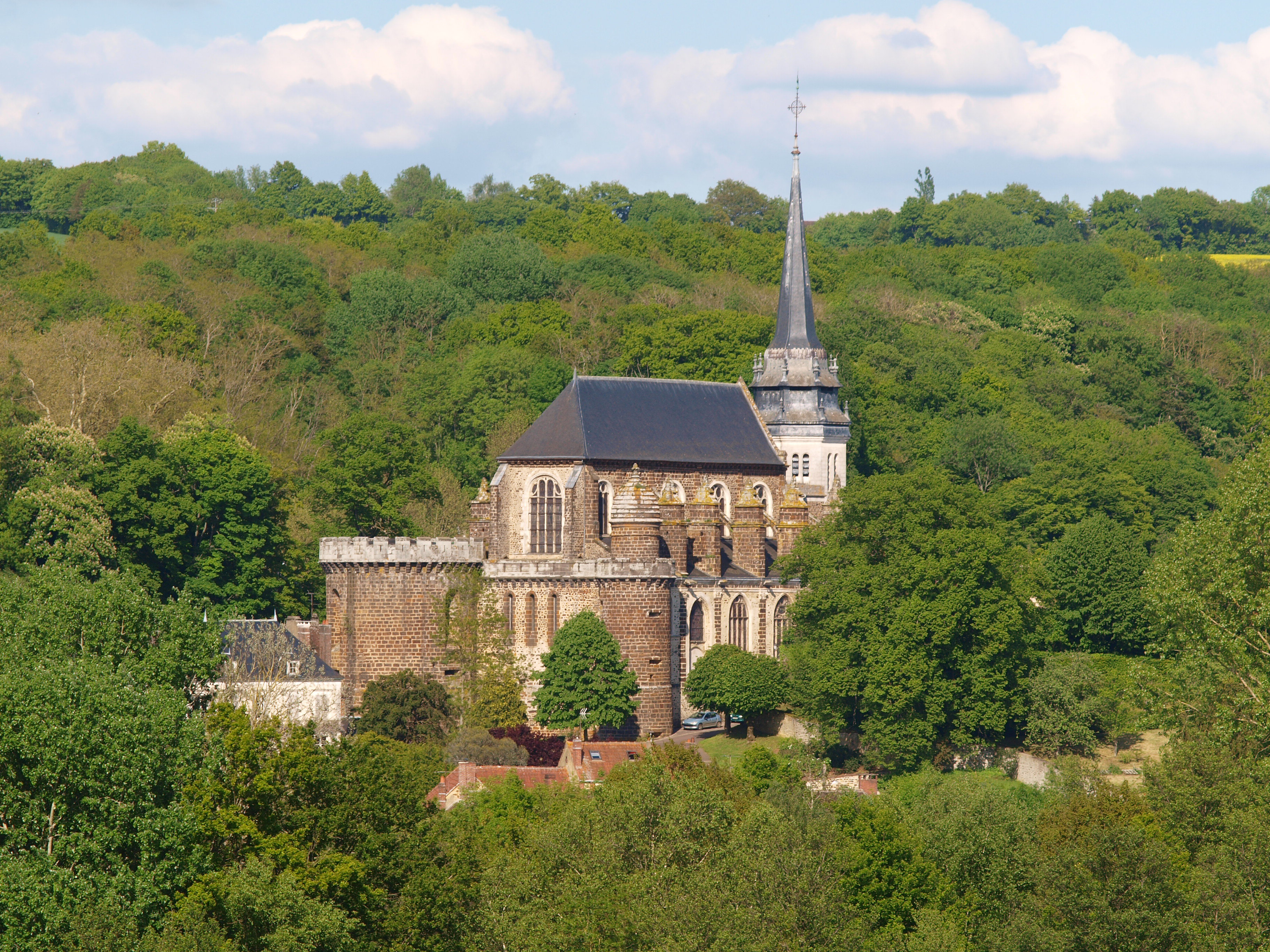
Église Saint-Pierre et ses deux tours de l'ancien château.

#### XVesiècle: la succession compliquée des ducs de Bar - Jacques Cœur, Chabannes
Le cardinal-duc Louis de Bar († 1430) lègue Toucy — entre autres terres — à son neveu Jean Jacques de Montferrat, qui devient également duc de Bar.
Là-dessus l'évêque d'Auxerre Jean de Corbie meurt (ou résigne) en 1433 ; or son remplaçant Laurent Pinon (1433-1449) porte grand intérêt à Toucy dès son arrivée à Auxerre et avant même la cérémonie de son installation. Le 9 mars 1434, il accorde pour l'église Notre-Dame de Toucy, qui a besoin d'être rebâtie, des indulgences à ceux qui contribuent financièrement à cette restauration. Vers la même époque de cette année, début 1434, il convoque le duc de Bar au titre de seigneur de Toucy pour la cérémonie de son installation.
Au cours des années qui suivent, Jean-Jacques de Montferrat, tourné vers l'Italie où se trouve Montferrat, décide de vendre Toucy. En 1442 Georges de La Trémoille, s'engage pour l'achat de Toucy, la Puisaye, Donzy et Saint-Fargeau pour 20 000 écus d'or. Mais il ne peut pas payer. Jean-Jacques de Montferrat meurt en 1445. Ses trois fils Jean, Guillaume et Boniface, héritiers, veulent eux aussi vendre les biens de Puisaye ; mais la Trémoille ne paye toujours pas.
Il semble par ailleurs qu'acheteur et vendeur (le père ou les trois fils) aient passé quelque accord pour que Trémoille soit déclaré seigneur de Toucy avant payement, et que l'évêque d'Auxerre, suzerain pour Toucy, ait accepté cette situation ambigüe ; car ce n'est pas le comte de Bar mais Jean de Salazar, gendre de la Trémoille depuis 1441, qui se fait saisir le château de Toucy le 18 mai 1446 faute d'avoir rendu l'hommage correspondant au suzerain-évêque Laurent Pinon ; pourtant l'évêque lui donne des délais jusqu'en février 1449.
Laurent Pinon décède en 1449. Son remplaçant est Pierre de Longueil, vicaire général sous Jean de Corbie et sous Laurent Pinon (il est donc bien au courant de la situation de Toucy) et très pointilleux sur les questions de respect des droits de l'évêque.
Les Montferrat, las d'attendre de la Trémoille un paiement hypothétique, vendent la baronnie de Toucy le 15 février 1450 à Jacques Cœur l'argentier au sort funeste de Charles VII. Cette année-là Jacques Cœur fait hommage pour Toucy,,.
Jacques Cœur est arrêté le 31 juillet 1451. Tous ses biens lui sont confisqués par procès la même année ; mais ils sont en fait distribués avant même que jugement soit rendu et Antoine de Chabannes, comte de Dammartin-en-Goële et l'un des persécuteurs de l'argentier de Charles VII, en récupère le plus gros lot : les seigneuries de Toucy, Saint-Fargeau et Perreuse, c'est-à-dire presque tout le territoire de Puisaye, le tout incluant vingt paroisses, dit Trouvé - en réalité beaucoup plus car la seule seigneurie de Saint-Sauveur en compte plus de vingt à elle seule.
L'église, qui ressemble davantage à un petit château fort qu'à un édifice religieux, est construite au XVIe siècle en s'appuyant sur des remparts du XIe siècle.